# Françoise Rasoarimalala
Françoise Elodie Rasoarimalala (ur. 2000) – madagaskarska zapaśniczka walcząca w stylu wolnym. Zajęła piąte miejsce na igrzyskach afrykańskich w 2023. Złota medalistka igrzysk Wysp Oceanu Indyjskiego w 2023. Piąta na mistrzostwach Afryki w 2022 roku.